# Jesper Petersen
Jesper Petersen, född 25 augusti 1981 i Hammelev nära Vojens, Danmark är en dansk politiker. Petersen har suttit i Folketinget sedan 2007. Han representerade Socialistisk Folkeparti fram till 2013 och därefter Socialdemokratiet. Han var folketingsgruppens talesperson ("politisk ordfører") 2019-2021 och utbildnings- och forskningsmininster mellan 2021 och 2022.

## Bakgrund
Jesper Petersen är född och uppvuxen i Hammelev, nära Vojens och tog studenten vid Haderslev katedralskole 2000. Han tog kandidatexamen i statskunskap vid Köpenhamns universitet 2007. Han arbetade som lärarvikarie i Vojens kommun 2000-2001 och har också arbetat vid Center for Ungdomsforskning.
Petersen bor med familjen i Vesterbro, Köpenhamn.

## Politisk karriere
Petersens politiska engagemang börja i Socialistisk Folkepartis Ungdoms lokalavdeling i Vojens/Haderslev 1997. Han valdes 1998 till ungdomsförbundets styrelse och var 2004 till 2006 dess ordförande. Han var första gången kandidat till folketinget 2001. 
Han valdes in i Folketinget för Socialistisk Folkeparti i Sønderborgkretsen i Sydjyllands storkrets vid folketingsvalet 2007 och var mellan 2011 och 2013 partigruppens talesperson. Han har även varit dess vice ordförande. På grund av oenighet om partiets politiska kurs lämnade Petersen Socialistisk Folkeparti 19 mars 2013 och gick istället med i Socialdemokratiet.
Han var 2021 till 2022 utbildnings- och forskningsmininster i Regeringen Frederiksen I. 